# Klallams
Cet article concerne le peuple klallam. Pour la langue klallam, voir Klallam.

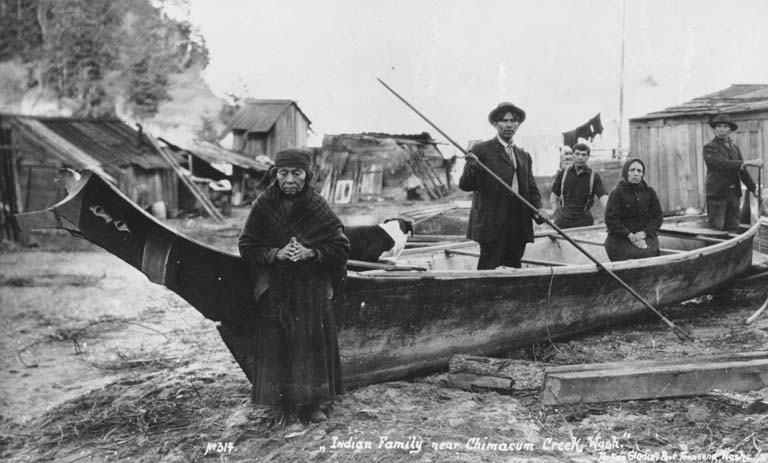
Klallams près d'un canoë.

Les Klallams (orthographe alternative Clallams) sont un peuple amérindien de l'ouest du Canada, dans la région de Vancouver. Ils habitent la rive méridionale du détroit de Juan de Fuca et le bassin du fleuve Elwha. Ils ont été décrits dans les peintures de Paul Kane.